# Heule
Heule és un nucli de la ciutat de Kortrijk a la província de Flandes Occidental a la regió flamenca de Bèlgica. Era un municipi independent fins a la fusió amb Kortrijk l'1 de gener de 1977. El 2012 tenia 10.6201 habitants i una superfície de 1168 hectàrees. És coneguda per la canço popularTineke van Heule (Tineta d'Heule) amb lletra del poeta René De Clercq i música d'Emiel Hullebroeck.
Història
Hi a resquícies d'assentaments del Neolític i de l'època gal·loromana. El primer esment escrit data del 1111 en una acta al qual un cert Sigerus de Hulava va donar unes terres al capítol d'Harelbeke. Al segle xiv va esdevenir una parròquia independent, que depenia del capítol de Sant Pere de Rijsel. La senyoria pertanyia al castell de Kortrijk dins del comtat de Flandes. Durant la rebel·lio protestant (1566-1579) el poble i l'església van fer-se malbé. El castell va ser devastat (el castell actual és una construcció neogòtica molt més recent).
Durant les guerres del segle xvii entre França i Castella sota Carles II el poble va patir molt. Després de la Pau de Nimega (1678), Carles cedeix el poble a Lluís XIV de França. El 1713 a la fi de la Guerra de Successió Espanyola el Tractat d'Utrecht cedeix el poble als Països Baixos austríacs. El 1744 el poble torna a sofrir sota l'ocupació de les tropes franceses (1744-1747) que intenten reconquerir la zona. El 1794 França annexa Heule i les tropes tornen a devastar el poble.
Geografia i economia
Es troba al marge de l'Heulebeek, un afluent no navegable del Leie, a una terra fèrtil mesclat de sorra i argila. Amb l'augment de la urbanització i la industrialització, el terra cultivable es va minvar cap a 54,4% de la superfície total. Des del segle xviii, al costat de l'agricultura, s'instal·len nombrosos petits tallers casolans de contractistes de la indústria del tèxtil de Kortrijk. La pèrdua del mercat francès el 1815 i del neerlandès després de la Revolució belga el 1830 causa una crisi econòmica. Des dels anys 1850 la vall del Leie esdevé un centre important la indústria del lli i les primeres fàbriques de tèxtil van construir-se al poble. També hi ha tallers de metal·lúrgia i una cervesaria. Des de la fi dels anys 1960 un nova crisi toca el sector del tèxtil, per la concurrència de les fibres sintètiques i del cotó. Un polígon industrial nou «Leiedal» es crea a cavall amb el municipi de Kuurne. Tot i això, el poble esdevé cada dia més residencial, i els habitants treballen sovint a Kortrijk, Bruges o Brussel·les.
Galeria

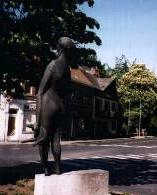
Monument a Tineke van Heule
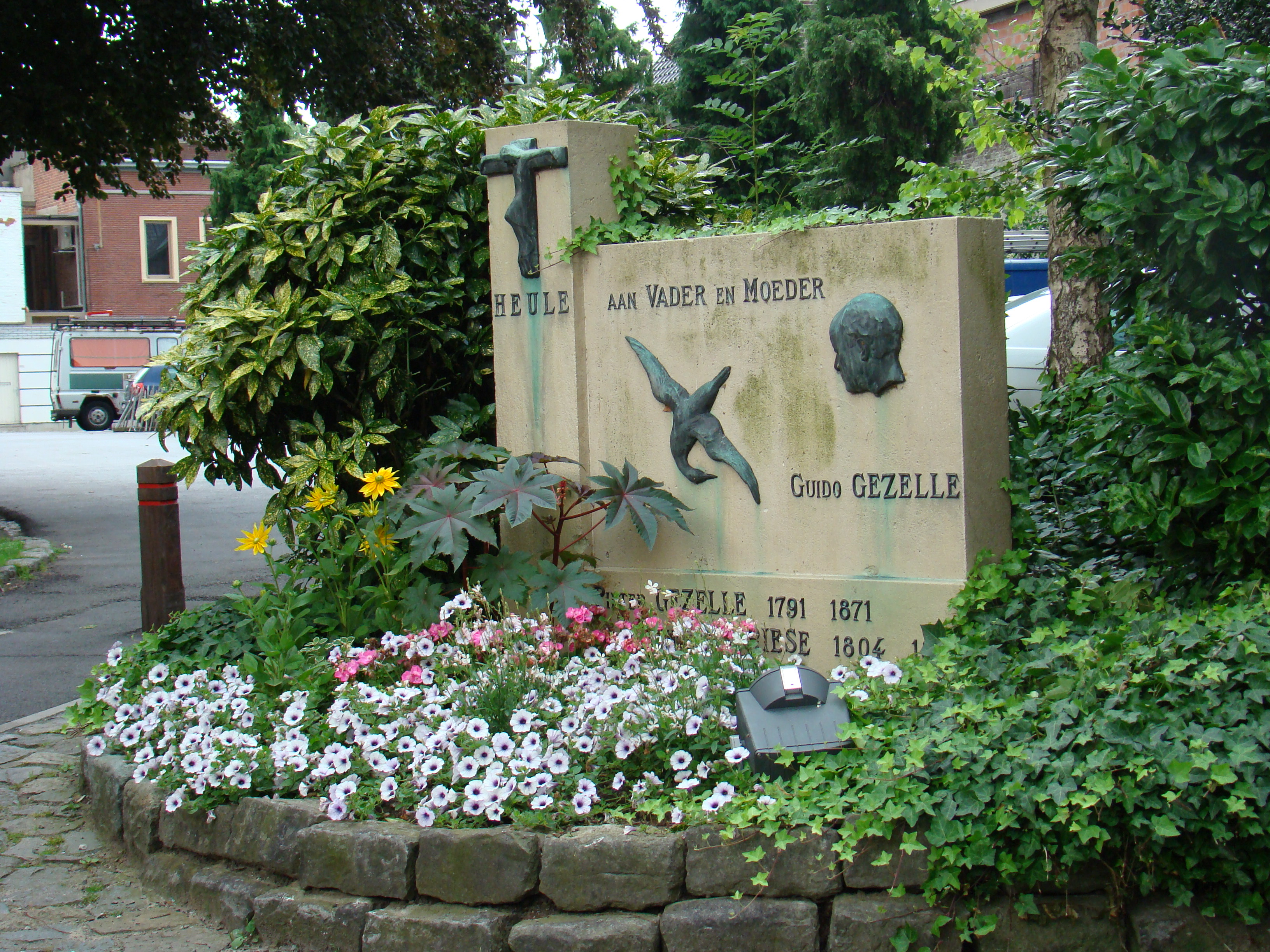
Monument als pares del poeta Guido Gezelle
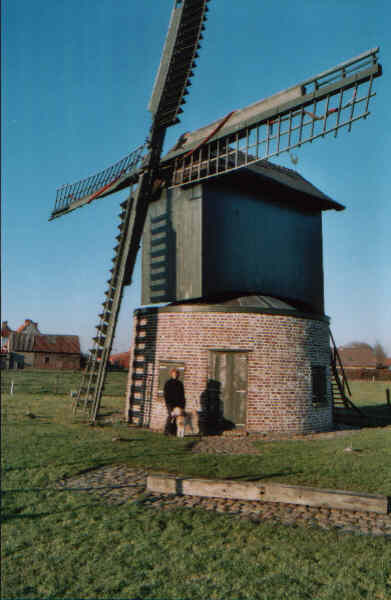
Molí «Preetjesmolen»

Fills predilectes d'Heule
- Stijn Streuvels (1871-1969), escriptor, hi va néixer i viure fins al 1887. Al lloc de la seva casa natal desapareguda, situada al carrer Kortrijksestraat 162 hi ha una placa commemorativa realitzada per l'escultor André Potteau.
- Gérard Debaets (1899-1959), ciclista